# 京都府道124号三栖向納所線
京都府道124号三栖向納所線（きょうとふどう124ごう みすむこうのうそせん）は、京都府京都市伏見区を通る一般府道である。

## 概要
京都市伏見区中書島交差点付近の三栖向町から同区納所町の納所交差点に至る。宇治川右岸を通る大部分や、宇治川から分かれて納所交差点に至るまで（付け替え前の宇治川の河道に当たる）は、かつての京街道（東海道五十七次）の淀宿・伏見宿をつなぐ淀堤の道筋に当たる。
この府道から外環状線へは、東高瀬川の右岸（西側）堤防上で交差するが直進・右折が禁止、外環状線からは、右折が禁止となっている。この府道から国道1号（枚方バイパス）へは、直進・右折が禁止、国道1号から府道へは、右折が禁止となっている。

### 路線データ
- 起点：京都市伏見区三栖向町744番地の6地先[1]（京都府道115号伏見港京都停車場線交点）
- 終点：京都市伏見区納所町568番地地先[1]（納所交差点 : 京都府道・大阪府道13号京都守口線交点、滋賀県道・京都府道35号大津淀線・京都府道125号淀停車場線・京都府道204号奥海印寺納所線終点）
- 総延長：4,846.1メートル[1]

## 歴史
南西端の納所は淀川の水運で運ばれてきた物資の集積地で、明治時代までは伏見街道につながる通商の要路の一部であった。沿道南側には宇治川が流れており、千両松と呼ばれる松並木があった。本府道の最西端にあたる位置には、江戸時代に「唐人雁木」と呼ばれる桟橋が設けられていた。朝鮮通信使などが淀川を船で上って来た際に上陸に使い、それからこの道を使って京に入った。
1889年（明治22年）以降の淀川改修事業によって、宇治川の河道が南に移動させられ、1910年（明治43年）には南側に続く堤防跡を利用して京阪電気鉄道が開通した。

## 地理

### 通過する自治体
- 京都市（伏見区）

### 交差する道路
| 交差する道路 | 交差する場所       | 交差する場所      |
| --- | ------------------ | ----------------- |
| 京都府道115号伏見港京都停車場線 / 竹田街道                                                                                       | 三栖向町           | 起点              |
| 京都市道188号観月橋横大路線 / 京都外環状線                                                                                       | 横大路下三栖東ノ口 | [ 注釈 2 ]        |
| 国道1号 / 京都南道路 | 横大路下三栖里ノ内 | [ 注釈 3 ]        |
| 国道1号 / 京阪国道 | 横大路千両松町     |                   |
| 京都府道・大阪府道13号京都守口線 / 旧京阪国道 滋賀県道・京都府道35号大津淀線 京都府道125号淀停車場線 京都府道204号奥海印寺納所線 | 納所町             | 納所交差点 / 終点 |

### 交差する鉄道
- 京阪本線

### 沿線
- 京阪本線・京阪宇治線 中書島駅
- 京都府立伏見港公園
- 京都大学 防災研究所水理実験所
- 京都競馬場
- 京都中央信用金庫 淀支店
- 京都市立納所小学校
- 淀古城跡
- 京都市立洛水中学校
- 京都府立洛水高等学校
- 京都市南部クリーンセンター
- 京都市横大路運動公園
- 京阪本線 淀駅